# Kalo Nero
Kalo Nero  este un oraș în Grecia.